# Isla Esteves
La Isla Esteves, es una isla peruana ubicada en el Lago Titicaca, cerca de la localidad de Puno y que administrativamente depende del Departamento de Puno al sur de ese país suramericano. La isla es conocida por sus restos arqueológicos y por haber servido como presidio en el pasado. En la década de 1970 se hicieron trabajos que permitieron edificar un Hotel, el único que se encuentra en esa isla. Para acceder a la isla es necesario realizar un viaje en bote a través del lago.

## Presidio realista durante la guerra de independencia
Hasta su capitulación ante el ejército patriota en 1821, las mazmorras de la fortaleza Real Felipe en el Callao habían servido como presidio predilecto para los enemigos del régimen colonial y aunque si bien en 1824 los realistas recuperaron el control de los castillos del puerto, hasta su rendición definitiva en 1826, el nuevo lugar elegido por las autoridades españolas para confinar a los prisioneros patriotas fue la isla Esteves alejada del frente principal de guerra y ubicada en medio del lago Titicaca a más de 3.800 metros sobre el nivel del mar. A pesar de las bajas temperaturas el clima de la isla era sin embargo saludable siendo las gélidas aguas del lago el principal obstáculo para todo intento de fuga. Si bien durante el día los prisioneros gozaban de cierta libertad de movimiento durante las noches eran encerrados bajo llave siendo alimentados también con magros alimentos. El número de prisioneros llegó a superar el centenar, en su mayoría oficiales del ejército libertador capturados en acción de guerra, por sus propias características y su cercanía con la ciudad de Puno no requería de una numerosa guarnición aunque los prisioneros eran continuamente vigilados por los soldados al mando del brigadier español Pablo Echevarría. Entre los prisioneros que albergó la isla figuraron el general argentino Rudecindo Alvarado y los futuros presidentes del Perú y Bolivia, José Rufino Echenique y José Ballivian.
Cuando en 1824, luego de la batalla de Ayacucho, la guarnición realista de Puno se sublevó a favor del bando patriota proclamando como su jefe al hasta entonces prisionero general Rudecindo Alvarado, todos los prisioneros incluso los depuestos oficiales realistas fueron liberados aunque el brigadier Echevarría sería posteriormente fusilado en Arequipa por orden de Sucre al intentar comprar en Chiloé armas para el ejército del general Olañeta que ansiaba continuar la guerra en el Alto Perú. El congreso peruano queriendo recompensar debidamente el patriotismo y los sufrimientos de los prisioneros de la Isla de Esteves les otorgó una medalla la que fue conocida como Medalla del Cautiverio de la Isla de Esteves, años después se levantó también en la isla un obelisco en su memoria.